# Libertad cristiana
En el cristianismo, la doctrina de la libertad cristiana afirma que los cristianos han sido liberados en Cristo y, por tanto, son libres para servirle. Lester DeKoster considera los dos aspectos de la libertad cristiana como «libertad de» y «libertad para» y sugiere que el eje entre ambos es la ley divina.
En el ámbito de la vida cristiana, la libertad se discute a menudo en términos de qué actividades son libres de realizar los cristianos. Entre las cuestiones modernas relativas a la libertad cristiana se incluyen beber alcohol, cubrirse la cabeza las mujeres, y control de la natalidad. Estas cosas a veces se llaman adiaphora, o «cosas indiferentes».
Algunas denominaciones cristianas que exigen a los titulares de cargos la suscripción a ciertos credos y confesiones permiten la libertad de opinión en asuntos no esenciales.